# Rodenbek
Rodenbek ist eine Gemeinde im Kreis Rendsburg-Eckernförde in Schleswig-Holstein. Annenhof, Hohenhude, Hohenhude-Siedlung, Ruhm und Steinfurt liegen im Gemeindegebiet.

## Geografie und Verkehr
Rodenbek liegt zwischen dem Eidertal, dem Westensee und dem Staatsforst Rumohrer Gehölz, etwa 8 km südwestlich von Kiel an der Bundesautobahn 215.

## Geschichte
Die Gemeinde Rodenbek entstand 1951, als sie sich von Mielkendorf trennte, die erste urkundliche Erwähnung eines ihrer Ortsteile erfolgte jedoch bereits 1469.
Die alte Schule ist eine der letzten erhaltenen Schulen aus dem 18. Jahrhundert im Kreisgebiet.

## Politik

### Gemeindevertretung
Bei der Kommunalwahl am 14. Mai 2023 wurden insgesamt neun Sitze vergeben. Die Allgemeine Kommunale Wählergemeinschaft Rodenbek erhielt sechs Sitze und die Neue Liste Rodenbek drei Sitze.

### Bürgermeister
Erster Bürgermeister war Adolf Hansen. Von 1952 bis 1974 war Johannes Repenning Bürgermeister der Gemeinde Rodenbek. Von 1974 bis 1980 war Max Holst Bürgermeister der Gemeinde Rodenbek. Sein Nachfolger wurde Hans Sellmer bis 2013. Von 2013 bis 2018 bekleidete Björn Witthöft das Amt. 2018 wurde er von Timo Boss abgelöst. Dieser trat im November 2020 zurück und sein Nachfolger wurde Martin Stier.

### Wappen
Blasonierung: „Durch einen geteilten, oben blauen, unten silbernen Wellenbalken von Silber und Grün gesenkt geteilt. Oben ein blauer auffliegender Eisvogel, unten eine goldene Korngarbe mit sechs Ähren.“

## Wirtschaft
Trotz des wirtschaftlichen Strukturwandels ist die Gemeinde überwiegend landwirtschaftlich geprägt.

## Sehenswürdigkeiten
In der Liste der Kulturdenkmale in Rodenbek stehen die in der Denkmalliste des Landes Schleswig-Holstein eingetragenen Kulturdenkmale.

## Persönlichkeiten
Egon Müller (* 1948), vierfacher Langbahn-Weltmeister, erster und bislang einziger deutscher Speedway-Weltmeister lebt in Rodenbek.